# 羅茲迪爾
49°27′43″N 24°3′44″E / 49.46194°N 24.06222°E

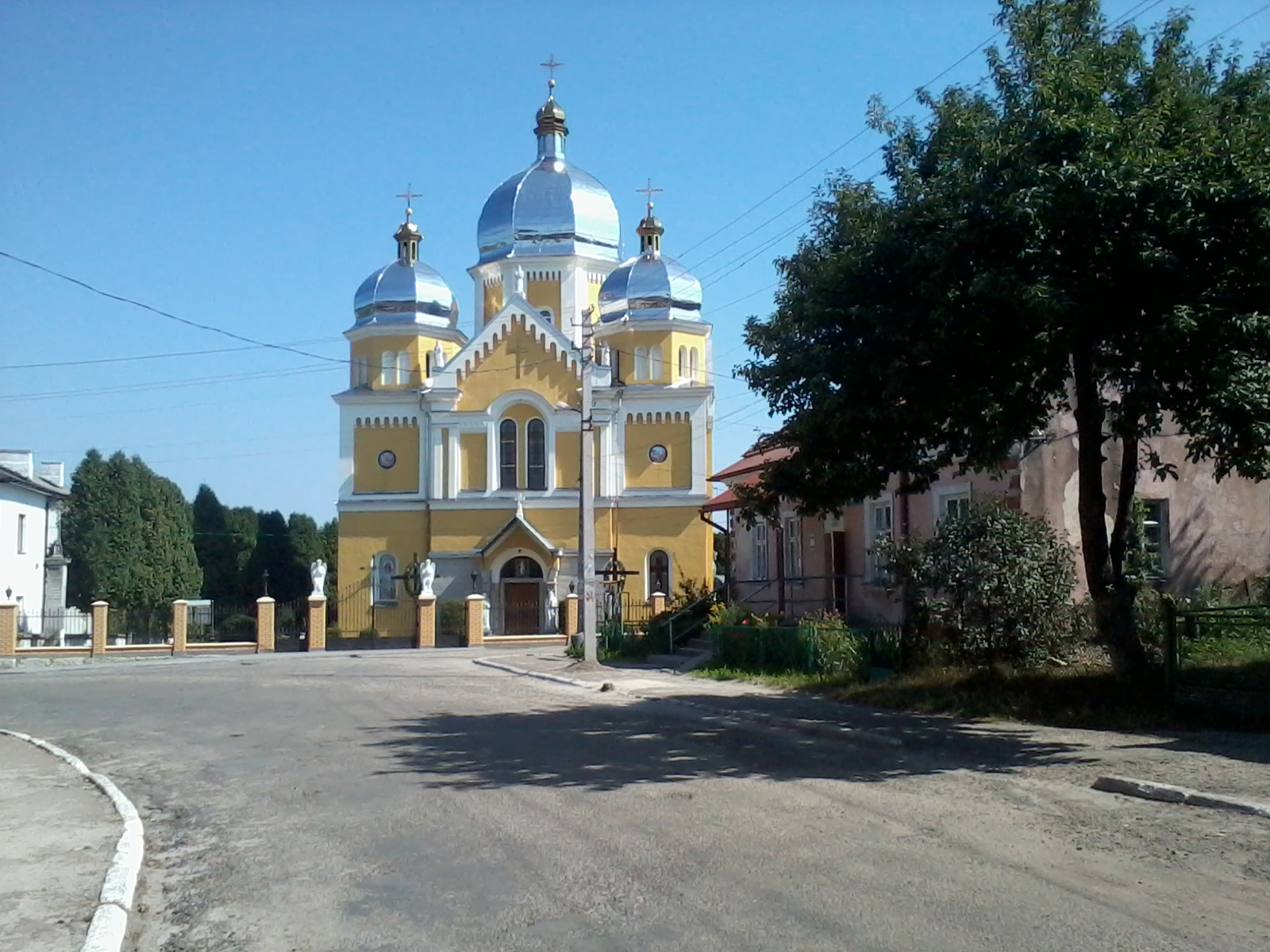
教堂

羅茲迪爾（烏克蘭語：Розділ），是烏克蘭西部利沃夫州斯特雷區新罗兹迪尔市镇内的市級鎮。處於科洛德尼察河畔，始建於1569年，面積2.56平方公里，2011年人口2,696，人口密度每平方公里1,053.13人。